# یلوه گالاپاگوس
یلوه گالاپاگوس (نام علمی: Laterallus spilonotus) نام یک گونه از سرده یلوه‌های کوچک است.